# Списък на генералите и адмиралите в Република България
Това е списък на офицери с висши офицерски звания (генералите и адмиралите) в Република България, подредени в азбучен ред на фамилните им имена с година на раждане и смърт, техните последни военни звания и годината на получаването им от 15 ноември 1990 г. (деня в който България е обявена за република). В началото на прехода военните звания и званията в различните военизирани организации продължават да се използват до промяната на закона за отбраната и въоръжените сили, като военните звания са променяни неколкократно. През 2000 г. всички генерал-майори и генерал-лейтенанти от българската армия (с една и две звезди на пагона) получават звание „генерал-майор“ (с две звезди) и генерал-лейтенант (с три звезди) поради включването на ново звание „бригаден генерал“. По същото време и званията във военноморските сили се променят и се въвежда званието бригаден адмирал (2000 – 2010), а впоследствие е променено на комодор (2010 – 2017) и флотилен адмирал (от 2017), което звание отговаря на бригаден генерал. През 1990 г. Хидротехническите войски се закриват на основание Разпореждане № 11/8.03.1990 г. Министерския съвет. През 2001 г. военизираните организации Строителни войски (СВ), Войските на министерството на транспорта (ВМТ), Войските на комитета по пощи и далекосъобщения (ВКД) се девоенизират със Закона за преобразуване на Строителните войски, Войските на министерството на транспорта и Войските на Комитета по пощи и далекосъобщения в държавни предприятия. Съответно и висшите училища, които подготвят кадри също се девоенизират: Висше военно инженерно строително училище „Любен Каравелов“ (ВВИСУ), Висше военно транспортно училище „Тодор Каблешков“ (ВВТУ). С промяната на закона за МВР от 2007 г. чиновете на служителите на министерството се девоенизират и започват да се използват званията комисар, старши комисар, главен комисар. Променят се и званията на директорите на Националната служба за сигурност (НРС) (след 2007), Национална служба „Гранична полиция“. С офицерски звания остават ръководителите на Националната служба за охрана (НСО), правоприемник на Управлението за безопасност и охрана на Държавна сигурност.
В Република България висшите офицерски звания са:
- в Сухопътните войски и военновъздушните сили:
  - бригаден генерал (една звезда на пагона),
  - генерал-майор (две звезди),
  - генерал-лейтенант (три звезди),
  - генерал (четири звезди) и
- във Военноморските сили:
  - флотилен адмирал (една звезда),
  - контраадмирал (две звезди),
  - вицеадмирал (три звезди) и
  - адмирал (четири звезди).

## Списък
С удебелен шрифт са дадени офицерите на активна служба, чиито звания могат да претърпят промяна.

### A
- Александър Александров (р. 1951), генерал-майор от резерва от МО, космонавт (2013)
- Крум Александров (р. 1958), бригаден генерал от МО (2009)
- Никола Александров (р. 1942), генерал-майор от МС (1993)
- Ангел Ангелов (р. 1943), генерал-лейтенант от МО (1996)
- Аню Ангелов (р. 1942), генерал-лейтенант от МО (1994)
- Груди Ангелов (р. 1965), генерал-майор от МО (2016)
- Димитър Ангелов (р. 1954), генерал-майор от МВР (2002)
- Димитър Ангелов (р. 1960), флотилен адмирал (комодор) (2011)
- Людмил Ангелов (р. 1957), генерал-майор от МО (2011)
- Петко Ангелов (р. 1940), генерал-майор от МВР (неизв.)
- Пламен Ангелов (р. 1966), бригаден генерал от МО (2018)
- Коста Андреев (р. 1962), флотилен адмирал (комодор) (2015)
- Румен Андреев (р. 1953), бригаден генерал от МО (2006)
- Митко Анев (неизв.), бригаден генерал (2000)
- Ангел Антонов (р. 1960), генерал-лейтенант, НСО (2014)
- Божидар Антонов (р. 1944), генерал-майор от МВР (1996)
- Бриго Аспарухов (р. 1945), генерал-лейтенант, НРС (1996)
- Атанас Атанасов (р. 1959), генерал-майор от МВР (1999)
- Нейко Атанасов (р. 1948), контраадмирал (2002)
- Пламен Атанасов (р. 1959), генерал-лейтенант от МО (2016)
- Димитър Ачев (1935 – 2021), генерал-майор от МО (1991)

### Б
- Минчо Бакалов (р. 1946), контраадмирал (1996)
- Иван Бачев (р. 1941), генерал-майор от МО (1991)
- Иван Бинев (р. 1938), генерал-лейтенант от МО (1996)
- Коста Богацевски (р. 1948), генерал-майор от МВР (неизв.)
- Константин Богданов (р. 1941), контраадмирал (неизв.)
- Пламен Богданов (р. 1962), бригаден генерал от МО (2015)
- Божидар Бойков (р. 1975), бригаден генерал от МО (2024)
- Богомил Бонев (р. 1957), генерал-майор от МВР (1992)
- Бойко Борисов (р. 1959), генерал-лейтенант от МВР (2004)
- Славчо Босилков (р. 1947), генерал-майор от МВР (2000)
- Андрей Боцев (1959 – 2020), генерал от МО (2018)
- Валентин Буров (р. 1955), бригаден генерал от МО (2009)
- Кольо Бъчваров (р. 1953), генерал-майор от МО (2002)
- Стефан Бъчваров (р. 1942), генерал-майор от ВМТ (1993)

### В
- Борис Вакавлиев (р. 1940), генерал-майор от МО (неизв.)
- Тодор Вангелов (р. 1957), бригаден генерал от МО (2004)
- Васил Василев (р. 1950), генерал-майор от МВР (1999)
- Кирил Василев (генерал-майор) (р. 1950), генерал-майор от МО (1997)
- Любомир Василев (р. 1946), генерал-майор от МО (неизв.)
- Петър Василев (1951 – 2016), генерал-майор от МВР (2004)
- Стефан Василев (р. 1955), генерал-лейтенант от МО (2012)
- Христо Василев (1943 – 2010), генерал-лейтенант от МО (неизв.)
- Велко Велков (р. 1967), флотилен адмирал (2020)
- Венелин Венев (р. 1973), бригаден генерал от МО (2021)
- Димитър Владимиров (р. 1949), генерал-лейтенант, НСО (2002)
- Кирил Войнов (1950 – 2021), генерал-майор от МВР, пожарникар (2003)
- Николай Вълков (р. 1951), бригаден генерал от МО (2004)
- Васил Върбанов (р. 1950), генерал-майор от МО (2004)

### Г
- Божин Гаврилов (р. 1952), бригаден генерал от МО (2003)
- Валентин Гагашев (р. 1954), контраадмирал (2010)
- Димитър Георгиев (р. 1974), бригаден генерал (2024)
- Николай Ганчев (р. 1950), бригаден генерал, военен прокурор (2004)
- Методи Гелев (1943 – 2019), генерал-лейтенант от МО (1997)
- Стоян Генков (р. 1953), бригаден генерал от МО (2003)
- Георги Георгиев (1950 – 2004), генерал-майор от МО (1996)
- Георги Георгиев (р. 1953), генерал-майор от МО (2008)
- Георги Георгиев (р. 1956), контраадмирал (2007)
- Димитър Георгиев (1950 – 2017), генерал-лейтенант от МО (2002)
- Тодор Георгиев (неизв.), бригаден генерал (2000)
- Гецо Гецов (р. 1947), генерал-майор от МВР (2002)
- Любомир Гечев (р. 1943), генерал-майор от МО (неизв.)
- Ангел Главев (р. 1953), бригаден генерал от МО (2003)
- Валери Григоров (р. 1959), генерал-майор от МВР (2004)
- Митко Григоров (р. 1968), генерал-майор от МО (2025)
- Христо Григоров (р. 1948), генерал-майор от МВР (2005)
- Иван Гюрджеклиев (р. 1942), генерал-майор от МО (неизв.)
- Димо Гяуров (р. 1963), генерал-майор, НРС (1999)

### Д
- Светослав Даскалов (р. 1960), бригаден генерал (2016)
- Ганчо Денев (1941 – 2017), генерал-майор от МО (неизв.)
- Димитър Денев (р. 1957), контраадмирал (2014)
- Стефан Дервишев (1947 – 2020), генерал-майор от МО (1993)
- Деян Дешков (р. 1975), генерал-майор от МО (2022)
- Васил Джелебов (р. 1950), бригаден генерал от МО (2002)
- Васил Димитров (р. 1956), бригаден генерал от МО (2003)
- Димитър Димитров (р. 1951), генерал-майор от МО (1998)
- Димитър Димитров (1953 – 2014), генерал-майор от МО (2009)
- Димитър Димитров (р. 1961), генерал-лейтенант, НСО (2010)
- Драгомир Димитров (р. 1959), генерал-майор, НРС (2014)
- Йордан Димитров (р. 1953), генерал-майор от ТВ (1999)
- Стефан Димитров (р. 1942), генерал-майор от МО (1992)
- Иван Динев (1942 – 2021), генерал-майор от МО (1997)
- Иван Добрев (р. 1951), генерал-лейтенант от МО (2007)
- Тенчо Добрев (1942 – 2021), генерал-лейтенант от МО (1999)
- Цанко Доленски (р. 1949), генерал-майор от МО (неизв.)
- Иван Дочев (р. 1947), генерал-майор от МО (неизв.)
- Тодор Дочев (р. 1963), генерал-майор от МО (2015)
- Драган Драганов (неизв.), генерал-майор от МО (1996)
- Петко Драгоев (р. 1942), генерал-майор от МО (неизв.)
- Иван Драшков (р. 1956), генерал-майор от МВР (2005)
- Данчо Дяков (р. 1965), генерал-майор от МО (2017)

### Е
- Кирил Ерменков (р. 1937), генерал-лейтенант от МО (неизв.)
- Емил Ефтимов (р. 1961), адмирал (2020)

### Ж
- Живко Живков (р. 1960), генерал-майор от МВР (2002)

### З
- Атанас Запрянов (р. 1950), генерал-лейтенант от МО (2003)
- Димитър Зехтинов (1950 – 2006), генерал-лейтенант от МО (2002)
- Златко Златев (р. 1951), бригаден генерал от МО (2015)
- Златко Златев (р. 1966), генерал-майор от МО (2015)
- Румен Златев (р. 1947), бригаден генерал от МО (2000)
- Ангел Златилов (р. 1953), генерал-майор от МО (2004)

### И
- Георги Иванов (р. 1940), генерал-лейтенант от запаса от МО (2004)
- Димитър Илиев (р. 1963), генерал-лейтенант от МО (2018)
- Захарин Илиев (р. 1940), генерал-лейтенант от МО (1995)
- Илия Илиев (1942 – 2010), генерал-майор от МО (1992)
- Илия Илиев (р. 1961), генерал-лейтенант от МВР (2005)
- Бисер Иванов (р. 1951), генерал-майор от МВР (2005)
- Веселин Иванов (р. 1955), бригаден генерал (неизв.)
- Димитър Иванов (р. 1966), бригаден генерал (2016)
- Динко Иванов (неизв.), бригаден генерал (2002)
- Драгомир Иванов (р. 1945), генерал-майор от МО (неизв.)
- Елислав Иванов (р. 1957), бригаден генерал (2008)
- Иван Иванов (р. 1961), бригаден генерал (?)
- Иван Иванов (р. 1972), бригаден генерал (2023)
- Иво Иванов (р. 1969), бригаден генерал (2024)
- Орлин Иванов (р. 1959), генерал-майор от МО (2005)
- Иван Илевски (р. 1949), генерал-майор от МО (2003)
- Радостин Илиев (р. 1962), бригаден генерал (2018)

### Й
- Димитър Йорданов (р. 1960), флотилен адмирал (комодор) (2015)
- Иван Йорданов (р. 1946), флотилен адмирал (бригаден адмирал) (2000)
- Илко Йорданов (р. 1961), бригаден генерал (2016)
- Йордан Йорданов (р. 1954), генерал-майор от МО (2010)
- Пламен Йорданов (р. 1969), бригаден генерал (2016)
- Станимир Йорданов (р. 1971), бригаден генерал (2022)
- Лилко Йоцов (р. 1944), генерал-майор от МО, военен прокурор (неизв.)

### К
- Минко Кавалджиев (р. 1952), вицеадмирал (2007)
- Младен Казаков (р. 1951), генерал-майор от МО (2003)
- Станчо Кайков (р. 1971), бригаден генерал (2025)
- Калин Калинов (р. 1968), флотилен адмирал (2024)
- Николай Караиванов (р. 1962), бригаден генерал (2017)
- Никола Каранов (р. 1965), флотилен адмирал (2017)
- Георги Каракачанов (р. 1944), генерал-майор от МО (неизв.)
- Динчо Карамунчев (р. 1955), бригаден генерал (2002)
- Никола Каранов (р. 1965), флотилен адмирал (2016)
- Ангел Кацаров (1942 – 2008), генерал-лейтенант от МО (неизв.)
- Кирчо Киров (р. 1950), генерал-лейтенант, НРС (2010)
- Николай Кебапчиев (р. 1973), бригаден генерал (2025)
- Георги Кендеров (1942 – 2020), генерал-майор от МО (неизв.)
- Тодор Коджейков (р. 1968), бригаден генерал, НСО (2010)
- Никола Колев (1951 – 2021), генерал (2002)
- Христо Контров (р. 1938), адмирал (1998)
- Мирослав Костадинов (р. 1973), бригаден генерал (2024)
- Анатолий Кръстев (р. 1963), бригаден генерал (2014)
- Валентин Кръстев (р. 1964), генерал-майор (2022)
- Димитър Кръстев (р. 1942), генерал-майор от МО (1992)
- Калин Кузманов (р. 1959), бригаден генерал (2012)
- Костадин Кузмов (р. 1966), бригаден генерал (2016)
- Кирчо Куртев (1951 – 2025), генерал-майор от МО (2003)
- Красимир Кънев (р. 1956), бригаден генерал (2010)
- Красимир Кънев (р. 1965), генерал-лейтенант от МО (2025)
- Павломир Кънчев (р. 1951), бригаден генерал (2002)
- Йордан Кюмюрджиев (р. 1953), генерал-майор от МВР (2005)

### Л
- Васил Лазаров (р. 1963), бригаден генерал (2018)
- Люцкан Люцканов (1939 – 2018), генерал-майор от МО, генерал-лейтенант от МВР (1997)
- Валери Лазаров (1954 – 2020), генерал-майор (2004)
- Иван Лалов (р. 1962), генерал-майор (2018)
- Георги Ламбов (р. 1948), генерал-майор от МВР (неизв.)
- Пламен Лилов (р. 1961), генерал-майор от МО (2013)
- Тодор Лъжански (р. 1949), генерал-майор от МО (неизв.)
- Емил Люцканов (р. 1951), вицеадмирал (2006)

### М
- Детелин Мажгуров (р. 1959), бригаден генерал (2006)
- Кирил Мазнев (р. 1946), генерал-майор от МО (неизв.)
- Никола Максимов (р. 1941), генерал-майор от МО (неизв.)
- Иван Маламов (р. 1973), бригаден генерал (2020)
- Галин Манев (р. 1970), флотилен адмирал (2022)
- Евгени Манев (р. 1954), генерал-майор от МО (2003)
- Крум Манов (р. 1965), генерал-майор от МО, военен прокурор (2008)
- Христо Манолов (неизв.), генерал-майор от МО (неизв.)
- Манчо Манчев (1951 – 2016), генерал-майор от МВР (1997)
- Пламен Манушев (р. 1954), вицеадмирал (2011)
- Ангел Марин (1942 – 2024), генерал-майор от МО (1991)
- Христо Марински (р. 1948), генерал-майор от МВР (1997)
- Орлин Маринчев (р. 1950), генерал-майор от МО (неизв.)
- Румен Марков (р. 1958), генерал-майор от МВР (2005)
- Явор Матеев (р. 1967), генерал-лейтенант от МО (2024)
- Нонка Матова (р. 1954), генерал-майор от МВР (2003)
- Боян Медникаров (р. 1961), флотилен адмирал (комодор) (2016)
- Иван Мечков (р. 1959), бригаден генерал (2009)
- Милан Миланов (1946 – 2015), флотилен адмирал (бригаден адмирал) (2000)
- Румен Миланов (р. 1948), генерал-лейтенант от МВР (2002)
- Кольо Милев (р. 1953), бригаден генерал (2008)
- Тодор Милев (р. 1947), генерал-майор от МО (1997)
- Георги Миленов (р. 1962), бригаден генерал, НРС (2014)
- Петьо Мирчев (р. 1966), бригаден генерал (2015)
- Живко Михайлов (р. 1956), бригаден генерал (2010)
- Кирил Михайлов (р. 1966), контраадмирал (2016)
- Маргарит Михайлов (р. 1968), бригаден генерал (2018)
- Никола Михайлов (р. 1949), генерал-майор от МВР (2005)
- Тончо Михайлов (р. 1956), генерал-майор от МВР (2003)
- Михо Михов (р. 1949), генерал (2000)
- Венцислав Младенов (р. 1951), бригаден генерал (2001)
- Любомир Монов (р. 1967), бригаден генерал от МО (2024)
- Георги Мотев (р. 1957), контраадмирал (2012)
- Йордан Мутафчиев (1940 – 2015), армейски генерал (1991)
- Ваньо Мусински (р. 1971), флотилен адмирал (2024)
- Венцислав Мутафчийски (р. 1964), генерал-майор от МО (2019)

### Н
- Марин Начев (р. 1958), генерал-майор от МО (2014)
- Нейко Ненов (1961 – 2015), генерал-майор от МО (2012)
- Никола Николов (р. 1944), генерал-майор от МО (1994)
- Николай Николов (р. 1958), контраадмирал (2007)
- Николай Николов (р. 1958), бригаден генерал (2007)
- Румен Николов (р. 1957), вицеадмирал (2014)
- Стефан Николов (1942 – 2012), генерал-майор от МО (1996)

### О
- Иван Ортомаров (р. 1964), генерал-майор от МО (2018)

### П
- Димитър Павлов (р. 1970), бригаден генерал (2024)
- Любен Пандев (р. 1949), генерал-майор от МО (неизв.)
- Иван Парапунов (р. 1947), генерал-лейтенант от запаса (неизв.)
- Валентин Паспалеев (1903 – 1950), контраадмирал, посмъртно (1992)
- Огнян Пачев (р. 1954), бригаден генерал, НСО, НРС (2006)
- Георги Пенев (р. 1969), контраадмирал (2024)
- Любен Петров (р. 1938), армейски генерал (1993)
- Галимир Пехливанов (р. 1956), генерал-лейтенант от МО (2007)
- Здравко Пехливанов (р. 1966), генерал-майор (2024)
- Любен Пехливанов (р. 1943), генерал-лейтенант от МО (неизв.)
- Радослав Пешлеевски (р. 1942), генерал-майор от МО (неизв.)
- Петко Прокопиев (1941 – 2022), генерал-полковник от МО (1994)
- Стайко Прокопиев (р. 1960), генерал-майор от МО (2020)
- Веселин Пенгезов (р. 1959), генерал-лейтенант, военен съдия (2007)
- Радко Пенев (р. 1974), флотилен адмирал (2025)
- Митко Петев (р. 1965), вицеадмирал (2019)
- Румен Петков (р. 1961), бригаден генерал, военен съдия (2024)
- Валентин Петров (р. 1959), генерал-лейтенант от МВР (2005)
- Веселин Петров (р. 1955), генерал-майор от МВР (2002)
- Димитър Петров (р. 1966), генерал-майор от МО (2020)
- Йохан Петков (р. 1954), бригаден генерал (2003)
- Красимир Петров (р. 1951), генерал-майор от МВР (2002)
- Николай Петров (р. 1966), генерал-майор от МО (2015)
- Стефан Петров (1957 – 2021), бригаден генерал (2005)
- Петър Петров (1948 – 2015), флотилен адмирал (бригаден адмирал) (2000)
- Петър Петров (р. 1950), вицеадмирал (2000)
- Петър Петров (р. 1957), генерал-майор от МО (2014)
- Божидар Попов (1949 – 2004), генерал-майор от МВР (1997)
- Илия Попов (1936 – 2019), вицеадмирал (1996)
- Константин Попов (р. 1961), генерал от МО (2016)
- Михаил Попов (р. 1963), генерал-лейтенант от МО (2022)
- Стефан Попов (р. 1943), генерал-лейтенант от МО (1996)

### Р
- Бойко Рабаджийски (р. 1953), генерал-майор от МО (2009)
- Кирил Радев (р. 1953), генерал-майор от МВР (1998)
- Румен Радев (р. 1963), генерал-майор от МО (2016)
- Румен Ралчев (р. 1953), генерал-майор от МВР (неизв.)
- Юлиян Радойски (р. 1969), бригаден генерал (2020)
- Николай Русев (р. 1971), генерал-майор (2025)

### С
- Атанас Самандов (р. 1963), генерал-лейтенант от МО (2009)
- Борислав Сертов (р. 1966), бригаден генерал (2014)
- Бойко Симитчиев (р. 1951), бригаден генерал (2003)
- Никола Славев (р. 1953), бригаден генерал (2003)
- Ваньо Славеев (р. 1956), бригаден генерал (2006)
- Ивайло Сотиров (р. 1967), бригаден генерал (2021)
- Спас Спасов (р. 1952), бригаден генерал (2004)
- Боян Ставрев (р. 1958), бригаден генерал (2014)
- Валери Стаменов (р. 1952), генерал-майор от МВР (2002)
- Илия Станков (р. 1947), генерал-майор от МО (неизв.)
- Красимир Станчев (р. 1966), бригаден генерал, НСО (2019)
- Стефан Стефанов (р. 1951), бригаден генерал (2003)
- Веселин Стоев (р. 1968), бригаден генерал, военен прокурор (2018)
- Цанко Стойков (р. 1963), генерал-лейтенант от МО (2020)
- Васил Събински (р. 1964), бригаден генерал (2017)
- Стоимен Стоименов (р. 1942), генерал-майор от МО (неизв.)
- Румен Стоянов (р. 1957), генерал-майор от МВР (2002)
- Стоян Стоянов (1913 – 1997), генерал-майор от запаса (1992)
- Пламен Студенков (р. 1952), генерал-майор от МО (2003)
- Съби Събев (р. 1950), генерал-майор от МО (1999)
- Симеон Симеонов (р. 1955), генерал-майор от МО (2009)
- Златан Стойков (р. 1951), генерал-майор от МО (2006)

### Т
- Емил Танев (р. 1954), генерал-майор от МВР (1998)
- Калчо Танев (р. 1950), генерал-майор от МО (1994)
- Ваньо Танов (1958 – 2016), генерал-майор от МВР (2004)
- Калчо Таушанов (р. 1949), генерал-майор от МВР (2002)
- Христо Тихинов (р. 1956), бригаден генерал (2009)
- Богдан Тодоров (р. 1946), генерал-майор от МО (1998)
- Любчо Тодоров (р. 1964), генерал-лейтенант от МО (2016)
- Теодор Тодоров (р. 1975), бригаден генерал (2024)
- Тодор Тодоров (р. 1946), генерал-майор от МО (1996)
- Тодор Тодоров (р. 1968), бригаден генерал (2021)
- Иван Томов (1942 – 2021), генерал-майор от МО (1992)
- Стоян Томчев (р. 1962), бригаден генерал, НСО (2007)
- Гиньо Тонев (1943 – 2020), генерал-лейтенант от МО (1996)
- Емил Тонев (р. 1970), генерал-майор, НСО (2024)
- Стоян Тонев (1953 – 2017), генерал-майор от МО (2007)
- Йовчо Топалов (1931 – 2021), генерал-майор от МО (1991)
- Стоян Топалов (1941 – 2020), генерал-лейтенант от МО (неизв.)
- Пламен Торлаков (р. 1960), бригаден генерал (2007)

### У
- Пламен Узунов (р. 1972), генерал-майор от МВР от резерва (неизв.)

### Ф
- Георги Фиданов (р. 1960), вицеадмирал (2016)

### Х
- Димитър Хлебаров (р. 1969), бригаден генерал (2022)
- Христин Христов (р. 1946), генерал-майор от ВМТ (1994)
- Христо Ганецовски (р. 1967), бригаден генерал (2023)
- Цветан Харизанов (р. 1955), бригаден генерал (2006)
- Станимир Христов (р. 1972), генерал-майор от МО (2025)
- Христо Христов (р. 1970), бригаден генерал (2025)

### Ц
- Валентин Цанков (р. 1956), бригаден генерал (2002)
- Володя Цветанов (р. 1957), генерал-майор от МО (2006)
- Димитър Цветков (р. 1949), генерал-майор от МО (1996)
- Кирил Цветков (р. 1947), генерал-лейтенант от МО (2002)
- Симеон Цеков (р. 1952), контраадмирал (2006)
- Румен Цоков (р. 1954), генерал-лейтенант от МО (2007)
- Валери Цолов (р. 1962), генерал-майор от МО (2021)
- Стоян Цонков (неизв.), генерал-майор от МО (неизв.)

### Ч
- Методи Чавдаров (1902 – ?), генерал-майор от запаса, посмъртно (1992)
- Чавдар Червенков (р. 1941), генерал-лейтенант от МО (1992)
- Мирослав Чипев (р. 1951), флотилен адмирал (бригаден адмирал) (2000)
- Николай Чирипов (1949 – 2011), генерал-майор от МО, военен прокурор (1994)
- Иван Чобанов (р. 1951), генерал-лейтенант от МВР (2005)
- Мален Чубенков (р. 1962), флотилен адмирал (комодор) (2014)
- Милко Чулев (р. 1964), бригаден генерал (2008)

### Ш
- Димитър Шивиков (р. 1963), бригаден генерал (2012)
- Стоян Шопов (р. 1970), бригаден генерал (2019)
- Емил Шошев (р. 1964), бригаден генерал (2014)

### Я
- Стефан Янев (р. 1960), бригаден генерал (2009)
- Янко Янев (р. 1953), бригаден генерал (2003)
- Богомил Янев (р. 1947), генерал-майор от МВР (2003)